# Saint-Lager-Bressac
Saint-Lager-Bressac è un comune francese di 865 abitanti situato nel dipartimento dell'Ardèche della regione dell'Alvernia-Rodano-Alpi.

## Società

### Evoluzione demografica
Abitanti censiti